# Tectaria phanomensis
Tectaria phanomensis là một loài dương xỉ trong họ Tectariaceae. Loài này được S.Linds. mô tả khoa học đầu tiên năm 2008.
Danh pháp khoa học của loài này chưa được làm sáng tỏ. 